# USS Gregory (DD-82)
USS Gregory (DD-82) – amerykański niszczyciel typu Wickes. Jego patronem był Francis Gregory.
Stępkę okrętu położono 25 sierpnia 1917 w stoczni Fore River Shipbuilding Company w Quincy (Massachusetts). Zwodowano go 27 stycznia 1918, matką chrzestną była pani Trevor, praprawnuczka patrona okrętu. Jednostka weszła do służby w US Navy 1 czerwca 1918, jej pierwszym dowódcą był Commander Arthur P. Fairfield.
Okręt był w służbie w czasie I wojny światowej. Działał jako jednostka eskortowa na wodach europejskich.
Po I wojnie światowej okresy służby przeplatał okresami pozostawania w rezerwie. Ostatecznie wycofany ze służby 7 lipca 1922.
W 1940 roku przerobiony na szybki transportowiec, otrzymał oznaczenie APD-3. Wrócił do służby 4 listopada 1940.
Brał udział w kampanii na Salomonach, został zatopiony przez okręty Tokyo Express 5 września 1942.